# Kraftfahrzeugsteuergesetz
Das Kraftfahrzeugsteuergesetz (Abkürzung: KraftStG 2002) von 2002 ist das Gesetz zur Kraftfahrzeugsteuer in Deutschland, welches zur Beschaffung von Einnahmen zur Finanzierung der Staatsausgaben dient. Seit 1. Juli 2009 fließen die Einnahmen aus der Kraftfahrzeugsteuer dem Bund zu. Die Länder erhalten einen finanziellen Ausgleich. Für eine Übergangszeit wird die Kraftfahrzeugsteuer weiterhin von den Ländern verwaltet. 
Durch das Gesetz wird das Halten von inländischen Fahrzeugen zum Verkehr auf öffentlichen Straßen sowie das Halten von ausländischen Fahrzeugen zum Verkehr auf öffentlichen Straßen besteuert, solange die Fahrzeuge sich im Inland befinden (mit Ausnahmen). Ferner besteuert wird die widerrechtliche Benutzung von Fahrzeugen; die Zuteilung von Oldtimer-Kennzeichen sowie die Zuteilung von roten Kennzeichen, die von einer Zulassungsbehörde im Inland zur wiederkehrenden Verwendung ausgegeben werden.